# Palacio de Justicia del Condado de Weston
El Palacio de Justicia del Condado de Weston en Newcastle, Wyoming (Estados Unidos), fue diseñado por Charles A. Randall y construido entre 1910 y 1911. El palacio de justicia de estilo Beaux-Arts es el edificio más elaborado de Newcastle y un símbolo de la prosperidad de la comunidad en el momento de su construcción.
El palacio de justicia cuenta con un pabellón central de dos pisos sostenido por columnas jónicas emparejadas que sostienen un entablamento y un frontón. El parapeto está ornamentado con globos de metal galvanizado con una estatua de la Justicia en la parte superior del frontón. Una cúpula octogonal con ventanas en arco corona el edificio. Una renovación reemplazó las puertas originales con unidades con marco de aluminio, rellenó muchas ventanas con bloques de vidrio y cerró las ventanas de la cúpula con paneles de madera.
La construcción del palacio de justicia estuvo acompañada de dificultades con la contratación. El primer contratista fue despedido y reemplazado por John L. Sundstrom, Oscar Linden, Carl Sjostrum y Robert Linden con experiencia en albañilería. El trabajo se completó en 1911, a tiempo para una visita en octubre y un discurso desde los escalones del tribunal por parte del presidente estadounidense William Howard Taft.
En 1953 se agregó un ala de tres pisos dedicada como monumento a los caídos en el lado oeste del edificio. La adición utiliza piedra arenisca para los dos primeros pisos y ladrillo para el piso superior para que coincida con el edificio principal.
El Palacio de Justicia del Condado de Weston se asemeja a otro palacio de justicia diseñado por Randall, el palacio de justicia del condado de Butte, en Dakota del Sur. El Palacio de Justicia del Condado de Weston se colocó en el Registro Nacional de Lugares Históricos en 2001. 